# Jo Schramm
Jo Schramm (* 1974 in Stuttgart) ist ein deutscher Bühnenbildner, Video- und Lightdesigner.

## Leben
Schramm studierte Architektur an der Staatlichen Akademie der Bildenden Künste Stuttgart sowie Szenografie und Medienkunst an der Staatlichen Hochschule für Gestaltung Karlsruhe.

## Schaffen
Nach dem Studium entstanden erste Arbeiten als Bühnenbildner für Produktionen in der Regie von Christoph Schlingensief und als Video- beziehungsweise Lightdesigner für Projekte von Michael Simon.
Eine langjährige Zusammenarbeit als Bühnenbildner sowie als Licht- und Videodesigner verbindet Schramm mit den Regisseuren Tom Kühnel und Jürgen Kuttner.
In den letzten Jahren entstanden mehrere Arbeiten mit dem Opernregisseur David Hermann.

## Auszeichnungen und Nominierungen
- 2018: Deutscher Theaterpreis Der Faust: Nominierung in der Kategorie Bühne/Kostüm

## Werke (Auswahl)

### Bühnenbild
- 2001: Hamlet, von Christoph Schlingensief nach William Shakespeare, Schauspielhaus Zürich, Regie: Christoph Schlingensief[2]
- 2001: Rosebud, von Christoph Schlingensief, Volksbühne Berlin[3]
- 2007: Der Besuch der alten Dame, von Friedrich Dürrenmatt, Schauspielhaus Graz, Regie: Tom Kühnel[6]
- 2008: Parsifal, Schauspiel von Tom Kühnel und Jürgen Kuttner nach Richard Wagner, Schauspiel Köln, Regie: Tom Kühnel[8]
- 2010: Die Nibelungen, Schauspiel von Friedrich Hebbel und Moritz Rinke, Schauspiel Stuttgart, Regie: Christian Weise[16]
- 2011: Capitalista Baby, nach einem Roman von Ayn Rand, Deutsches Theater Berlin, Regie: Tom Kühnel & Jürgen Kuttner[9]
- 2012: Kollateralschlager, von Jürgen Kuttner, Schauspiel Hannover, Regie: Jürgen Kuttner[10]
- 2013: Die französische Revolution, von Tom Kühnel, Schauspiel Hannover, Regie: Tom Kühnel[7]
- 2013: Im weißen Rößl, von Ralph Benatzky, Düsseldorfer Schauspielhaus, Regie: Christian Weise[17]
- 2014: Aus dem bürgerlichen Heldenleben, von Carl Sternheim, Residenztheater München, Regie: Tom Kühnel & Jürgen Kuttner[11]
- 2015: Armide, von Jean-Baptiste Lully, Opéra National de Lorraine, Regie: David Hermann[13]
- 2016: Das Rheingold, von Richard Wagner, Badisches Staatstheater Karlsruhe, Regie: David Hermann[14]
- 2017: Drei Opern, von Ernst Krenek, Oper Frankfurt, Regie: David Hermann[15]
- 2018: Die Dreigroschenoper, von Bertolt Brecht und Kurt Weill, Theater Basel, Regie: Dani Levy[18]
- 2019: Die Umsiedlerin, von Heiner Müller, Deutsches Theater Berlin, Regie: Tom Kühnel & Jürgen Kuttner[12]

### Lightdesign
- 2004: L´Espace Dernier, von Matthias Pintscher, Opéra Bastille Paris, Regie & Bühne: Michael Simon[4]
- 2014: Paride ed Elena, von Christoph Willibald Gluck, Internationale Gluck-Festspiele, Opernhaus Nürnberg, Regie & Bühne: Sebastian Hirn
- 2016: Das Rheingold, von Richard Wagner, Badisches Staatstheater Karlsruhe, Regie: David Hermann

### Videodesign
- 2004: Punch and Judy, Musiktheater von den Tiger Lillies und Michael Simon, Düsseldorfer Schauspielhaus, Regie & Bühne: Michael Simon[5]
- 2008: Peter Pan, nach James Matthew Barrie, Kammerspiele München, Regie: Schorsch Kamerun[19]
- 2009: Trouble in Tahiti, von Leonard Bernstein, Staatsoper München, Regie: Schorsch Kamerun[20]
- 2011: Capitalista Baby, nach einem Roman von Ayn Rand, Deutsches Theater Berlin, Regie: Tom Kühnel & Jürgen Kuttner[9]
- 2013: Die französische Revolution, von Tom Kühnel, Schauspiel Hannover, Regie: Tom Kühnel[7]
- 2014: Aus dem bürgerlichen Heldenleben, von Carl Sternheim, Residenztheater München, Regie: Tom Kühnel & Jürgen Kuttner[11]
- 2015: Armide, von Jean-Baptiste Lully, Opéra National de Lorraine, Regie: David Hermann
- 2016: Das Rheingold, von Richard Wagner, Badisches Staatstheater Karlsruhe, Regie: David Hermann